# Hans-Georg Reimann
Hans-Georg Reimann (Stariškė/Starrischken, ocupaçãda pela Alemanha 1939-1945 região de Klaipėda, Lituânia, 24 de agosto de 1941) é um antigo atleta, especialista em marcha atlética que ganhou duas medalhas olímpicas ao serviço da República Democrática da Alemanha.
Em 1962 foi medalha de prata nos 20 km marcha dos Campeonatos da Europa realizados em Belgrado, aos quais se seguiu um longo período de oito anos sem obter qualquer resultado internacional digno de registo. Pelo meio, ficaram as presenças nas Olimpíadas de Tóquio 1964 (12º lugar) e nas do México 1968 (7º lugar). Esse jejum de medalhas foi quebrado em 1970, quando venceu a Taça do Mundo de Marcha, triunfo que viria a repetir três anos mais tarde.
Nos Jogos Olímpicos de Munique, em 1972, alcançava a sua primeira medalha olímpica, ao classificar-se em terceiro lugar nos 20 quilómetros, atrás do seu compatriota Peter Frenkel e do soviético Vladimir Golubnichiy. Finalmente, a um mês de completar 35 anos, conseguiria a medalha de prata nos Jogos Olímpicos de 1976 em Montreal, atrás do mexicano Daniel Bautista.